# 洛爾河 (美因河支流)
49°59′42″N 9°34′50″E / 49.99500°N 9.58056°E

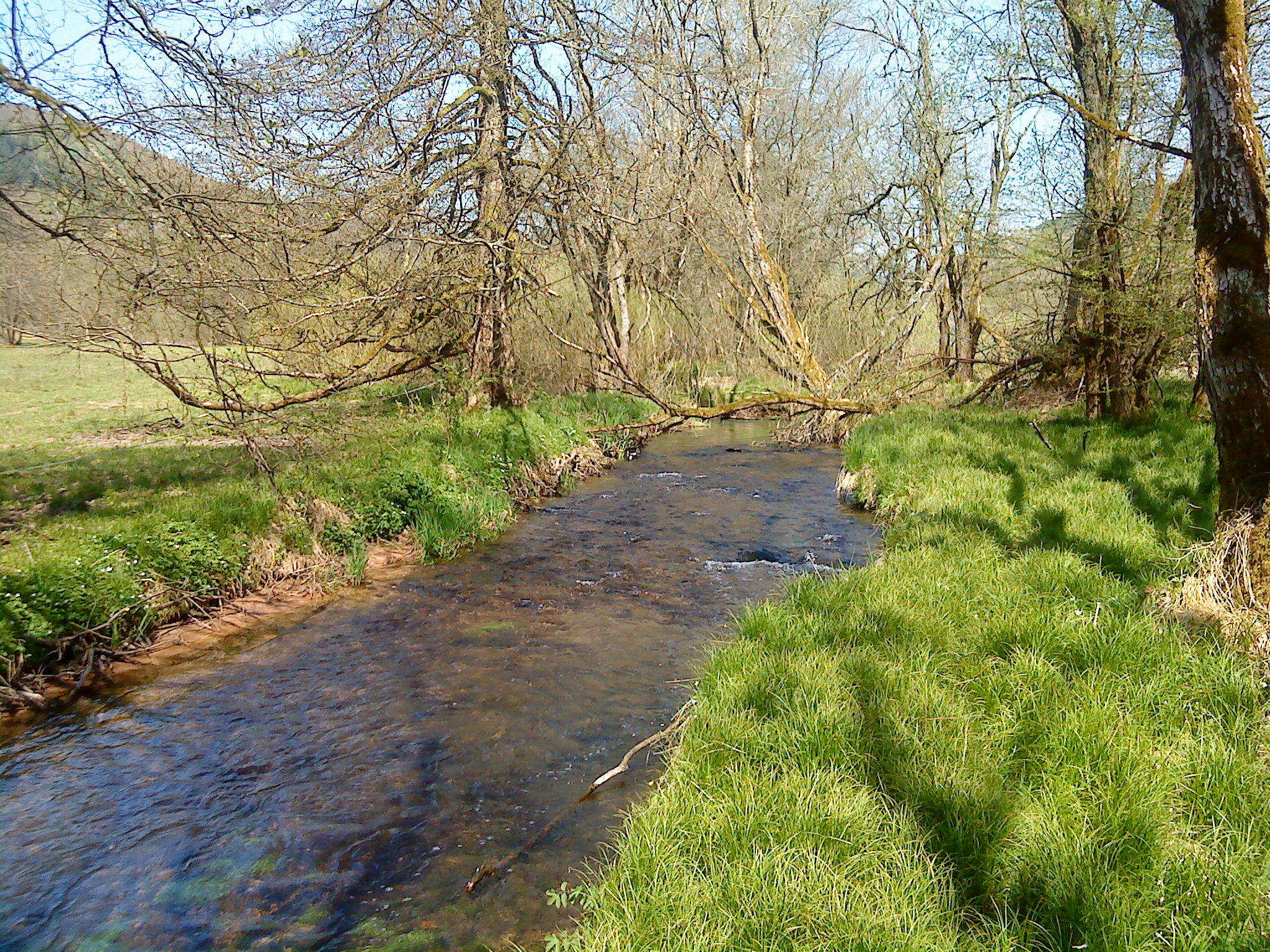
洛爾河（美因河支流）

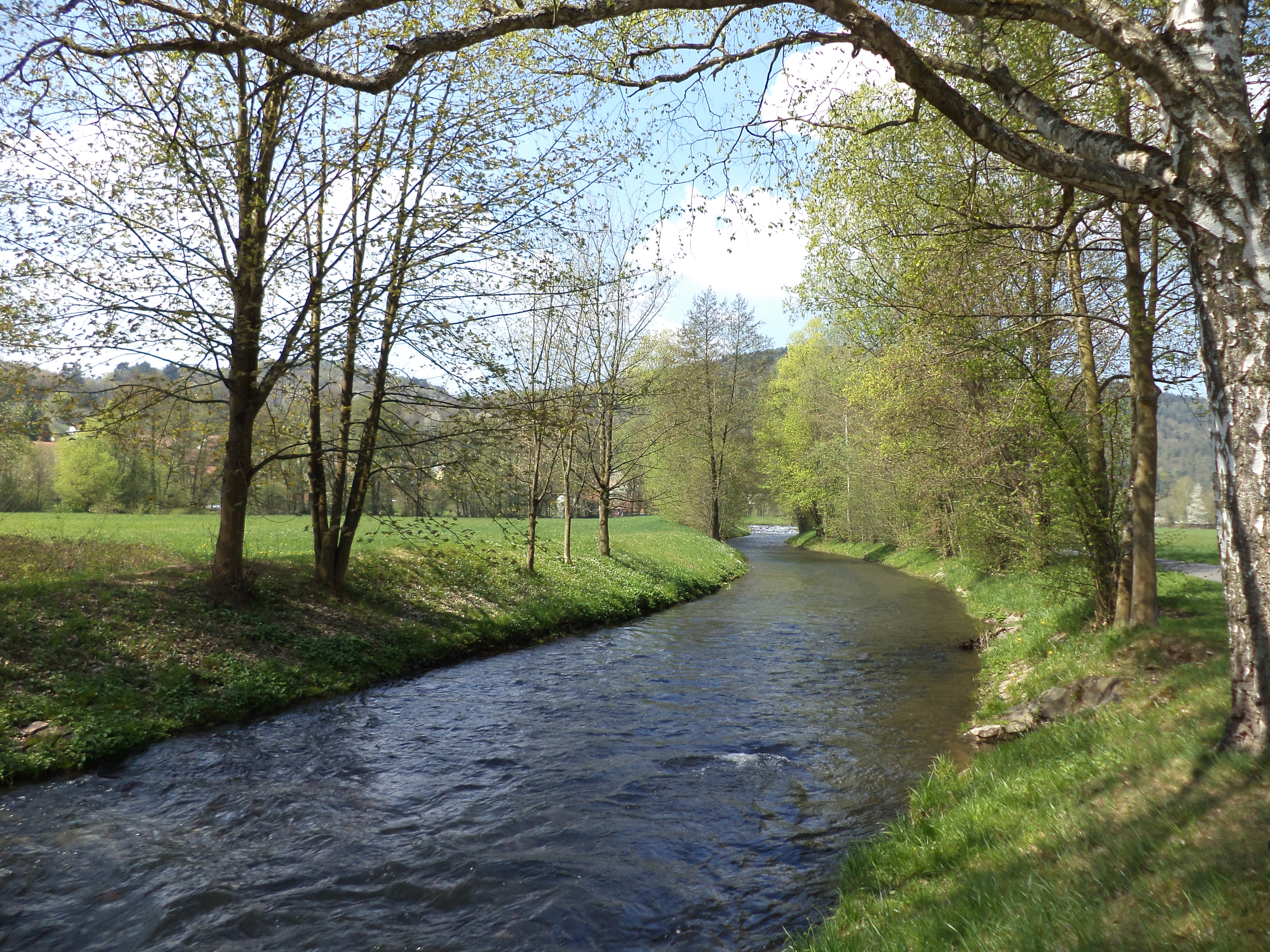
洛爾河（美因河支流）

洛爾河（德語：Lohr），是德國的河流，位於該國中部，流經巴伐利亞和黑森州，屬於美因河的右支流，河道全長18.6公里，流域面積235.9平方公里，發源自美因-金齊希縣。